# Andy Bloom
Andrew M. Bloom (Stamford, 11 agosto 1973) è un ex pesista e discobolo statunitense, finalista ai Giochi olimpici di Sydney nel getto del peso, piazzandosi quarto.

## Biografia
Di origine ebraica, è vissuto a Schenectady, nello stato di New York, ove ha frequentato la scuola media superiore fino al 1991. In quell'anno stabilì il record delle scuole superiori dello stato di New York lanciando il disco a 202 piedi e 9 pollici.
Conseguì il titolo di master in matematica presso la Wake Forest University nel 1998.
Sposato, vive a Vacaville in California ed insegna matematica a Fremont.

## Palmarès
| Anno | Manifestazione  | Sede             | Evento           | Risultato | Misura  | Note                          |
| ---- | --------------- | ---------------- | ---------------- | --------- | ------- | ----------------------------- |
| 1992 | Mondiali junior | Seul             | Getto del peso   | 9º        | 17,18 m |                               |
| 1992 | Mondiali junior | Seul             | Lancio del disco | 6º        | 52,26 m |                               |
| 1997 | Mondiali        | Atene            | Lancio del disco | 16º       | 60,74 m |                               |
| 1997 | Universiadi     | Catania          | Lancio del disco | Argento   | 63,12 m |                               |
| 1999 | Mondiali indoor | Maebashi         | Getto del peso   | 9º        | 18,76 m |                               |
| 1999 | Mondiali        | Siviglia         | Getto del peso   | 4º        | 20,95 m | Miglior prestazione personale |
| 1999 | Mondiali        | Siviglia         | Lancio del disco | 12º       | nm      |                               |
| 1999 | Universiadi     | Palma di Maiorca | Getto del peso   | Oro       | 21,11 m | Record delle Universiadi      |
| 1999 | Universiadi     | Palma di Maiorca | Lancio del disco | Argento   | 64,68 m |                               |
| 2000 | Olimpiadi       | Sydney           | Getto del peso   | 4º        | 20,87 m |                               |